# صلاة المغرب
صَلَاةُ المَغْرِب هي أحد الصلوات الخمس المفروضة في الإسلام فرضًا عينيًا على المسلمين المكلفين، وهي أول صلاة مفروضة بالليل، والصلاة الرابعة في اليوم والليلة، وهي صلاة جهرية تتكون من ثلاث ركعات، وبتشهد أوسط بعد ركعتين منها، وتشهد أخير نهاية الركعة الثالثة.

## وقتها
يدخل أول وقت صلاة المغرب بغروب الشمس، لحديث:
«عن سلمة بن الأكوع، أن رسول الله ﷺ ، كان يصلي المغرب إذا غربت الشمس وتوارت بالحجاب». رواه الجماعة إلا النسائي. قال الشوكاني: «والحديث يدل على أن وقت المغرب يدخل عند غروب الشمس، وهو مجمع عليه، وأن المسارعة بالصلاة في أول وقتها مشروعة».
وقد اتفق العلماء على أن أول وقت صلاة المغرب هو غروب الشمس، ووقع الخلاف في العلامة التي يعرف بها الغروب، فقيل: بسقوط قرص الشمس بكماله، وهذا إنما يتم في موضع مستو من الأرض، وأما في العمران فلا.
وقيل: برؤية الكوكب الليلي، وبه قالت القاسمية، واحتجوا بقوله: «حتى يطلع الشاهد»: (النجم). أخرجه مسلم والنسائي من حديث أبي بصرة.
وقيل: بل بالإظلام، وإليه ذهب زيد بن علي وأبو حنيفة والشافعي وأحمد بن عيسى وعبد الله بن موسى والإمام يحيى.
واستدلوا بحديث: «إذا أقبل الليل من ههنا وأدبر النهار من ههنا فقد أفطر الصائم». متفق عليه من حديث ابن عمر وعبد الله بن أبي أوفى. ولما في حديث جبريل من رواية ابن عباس بلفظ: «فصلى بي حين وجبت الشمس وأفطر الصائم». ولحديث الباب وغير ذلك.
وأجاب صاحب البحر عن هذه الأدلة بأنها مطلقة، وحديث «حتى يطلع الشاهد» مقيد، ورد بأنه ليس من المطلق والمقيد أن يكون طلوع الشاهد أحد أمارات غروب الشمس، على أنه قد قيل: إن قوله والشاهد النجم مدرج فإن صح ذلك لم يبعد أن يكون المراد بالشاهد ظلمة الليل ويؤيد ذلك حديث السائب بن يزيد عند أحمد والطبراني مرفوعا بلفظ: «لا تزال أمتي على الفطرة ما صلوا المغرب قبل طلوع النجم». وحديث أبي أيوب مرفوعا: «بادروا بصلاة المغرب قبل طلوع النجم». وحديث أنس ورافع بن خديج قال: «كنا نصلي مع النبي ﷺ  ثم نرمي فيرى أحدنا موقع نبله».
يدخل وقت صلاة المغرب إذا غابت الشمس، ويمتد إلى مغيب الشفق الأحمر، لحديث عبد الله بن عمرو أن النبي ﷺ قال: «وقت صلاة المغرب إذا غابت الشمس ما لم يسقط الشفق». وما رواه البخاري من حديث سلمة ابن الأكوع: «عن سلمة قال كنا نصلي مع النبي ﷺ المغرب إذا توارت بالحجاب.» وروي أيضا عن أبي موسى: أن سائلا سأل رسول الله ﷺ عن مواقيت الصلاة، فذكر الحديث، وفيه فأمره فأقام المغرب حين وجبت الشمس، فلما كان اليوم الثاني. قال: ثم أخر حتى كان عند سقوط الشفق، ثم قال: الوقت ما بين هذين. قال النووي في شرح مسلم: (وذهب المحققون من أصحابنا إلى ترجيح القول بجواز تأخيرها ما لم يغب الشفق، وأنه يجوز ابتداؤها في كل وقت من ذلك، ولا يأثم بتأخيرها عن أول الوقت).
«عن صهيب مولى رافع بن خديج قال: سمعت رافع بن خديج يقول: "كنا نصلي المغرب مع النبي ﷺ فينصرف أحدنا وإنه ليبصر مواقع نبله".»

## تعجيل المغرب لأول وقتها
يستحب تعجيل صلاة المغرب لأول وقتها، ويدل على هذا حديث:
«عن عقبة بن عامر أن النبي {{ﷺ }} قال: "لا تزال أمتي بخير، أو: على الفطرة، ما لم يؤخروا المغرب حتى تشتبك النجوم». رواه أحمد وأبو داود، والحاكم في المستدرك.
وعند ابن ماجه والحاكم وابن خزيمة في صحيحه بلفظ: «لا تزال أمتي على الفطرة ما لم يؤخروا المغرب حتى تشتبك النجوم».
قال الشوكاني:
«والحديث يدل على استحباب المبادرة بصلاة المغرب وكراهة تأخيرها إلى اشتباك النجوم. وقد عكست الروافض القضية فجعلت تأخير صلاة المغرب إلى اشتباك النجوم، مستحبا والحديث يرده.
قال النووي في شرح مسلم: إن تعجيل المغرب عقيب غروب الشمس مجمع عليه، قال: وقد حكي عن الشيعة فيه شيء لا التفات إليه ولا أصل له، وأما الأحاديث الواردة في تأخير المغرب إلى قرب سقوط الشفق فكانت لبيان جواز التأخير، وقد سبق إيضاح ذلك؛ لأنها كانت جوابا للسائل عن الوقت، وأحاديث التعجيل المذكورة في هذا الباب وغيره إخبار عن عادة رسول الله {{ﷺ }} المتكررة التي واظب عليها إلا لعذر فالاعتماد عليها.»